# Яннарос, Димитриос
Дими́триос Спи́рос Я́ннарос (греч. Δημήτριος Σπύρος Γιάνναρος, англ. Demetrios Spiros Giannaros; род. 4 октября 1949, Карловаси, Самос, Греция) — греко-американский экономист и политик-демократ, член и главный помощник вице-спикера по экономическим вопросам Палаты представителей Коннектикута. Первый президент Всемирной греческой межпарламенстской ассоциации (ΠΑΔΕΕ). Профессор Бостонского университета, Саффолкского университета и Ягеллонского университета (Польша). Первый уроженец Греции, избранный в законодательный орган Коннектикута, и третий, избранный в законодательный орган штата США. Член Американской экономической ассоциации, Американского совета по образованию и Международной экономической ассоциации. Будучи активным деятелем греческой диаспоры, является членом Американо-греческого прогрессивного просветительского союза (AHEPA) и др. организаций.

## Биография
Родился в семье Спиридона Димитриоса Яннароса и Ирини Кириаку. Отец Димитриоса родился и работал в Эфиопии, был коммерсантом, как и его дед, родившийся в Смирне (сегодня Измир, Турция), а мать была родом из деревни Лекка (Самос). Дед по линии матери, Николаос Кириаку, был офицером Греческой Армии, принимал участие в Малоазийском походе.
В 1964 году вместе с семьёй иммигрировал в США.
Окончил Массачусетский университет в Бостоне со степенью бакалавра экономики (1972), Бостонский университет со степенями магистра в области экономики развития (1976) и политэкономии (1977), а также доктора философии в области экономики (1981).
В 1974—1977 годах — менеджер в «Samos Imex Corporation».
В 1977—1979 годах — ассистент-профессор экономики Саффолкского университета.
С 1977 года — консультант государственных и частных организаций.
С 1980 года — профессор Университета Хартфорда.
В 1988—1989 годах — специальный помощник президента Университета Джорджа Вашингтона.
В 1993—1995 годах — член совета по образованию Фармингтона (Коннектикут).
В 1993—1998 годах — руководитель программы «U.S. Consortium for Management Education in Central and Eastern Europe». Данный специальный кооперационный проект реализовывали Колумбийский университет, Массачусетский университет в Амхерсте и Бостонский университет во главе с Университетом Хартфорда. Цель состояла в обучении профессоров и менеджмента в бывших коммунистических странах Центральной и Восточной Европы для перехода на экономику свободного рынка, а также в оказании помощи в создании бизнес-школ западного стиля в этих странах.
В 1995—2011 годах — член Палаты представителей Коннектикута.
В 2004—2009 годах — президент Всемирной греческой межпарламенстской ассоциации.
В 2005—2008 годах — заместитель лидера большинства Палаты представителей Коннектикута.
В 2008—2009 годах — главный помощник вице-спикера Палаты представителей Коннектикута.
Преподаватель экономики и международных экономических отношений в Университете Хартфорда, помощник старшего вице-президента Университета Хартфорда по учебной части, приглашённый преподаватель Йельского университета (1997—1998).
В 2010 году Генеральная ассамблея Коннектикута приняла внесённую Димитриосом Яннаросом, Темис Кларидис и др. резолюцию в поддержку религиозной свободы для Вселенского Патриархата Константинополя. В резолюции, являющейся частью инициированного в 2006 году Орденом святого апостола Андрея проекта «Religious Freedom Resolutions», содержится призыв к правительству Турции уважать религиозные свободы и права греческого православного меньшинства в преимущественно мусульманской стране после десятилетий юридических споров, конфискации имущества и закрытия в 1971 году единственной православной духовной семинарии в Турции — Халкинской богословской школы.

## Личная жизнь
С 1977 года женат на Элизабет Яннарос, в браке с которой имеет двоих сыновей. С 1982 года семья проживает в Фармингтоне.